# LXV Corpo de Exército (Alemanha)
O LXV Corpo de Exército (em alemão:LXV. Armeekorps) foi um Corpo de Exército alemão que operou durante a Segunda Guerra Mundial.

## Comandantes
| Comandante                                  | Data                                            |
| ------------------------------------------- | ----------------------------------------------- |
| General der Artillerie z.V. Erich Heinemann | 28 de novembro de 1943 — 15 de novembro de 1944 |

## Chief of Staff
| Oberst i.G. Eugen Walter | 28 de novembro de 1943 — 15 de novembro de 1944 |

## Oficiais de operações
| Oberstleutnant i.G. Heinrich Niemeyer | 1944 |

## Área de operações
| França | novembro de 1943 — de novembro de 1944 |